# 豊橋信用金庫
豊橋信用金庫（とよはししんようきんこ、英語：Toyohashi Shinkin Bank）は、愛知県豊橋市に本店を置く信用金庫である。
略称は「とよしん」。愛知県内にある豊田信用金庫も同じ略称を用いるが、店舗設置地区は重複していない。

## 概要
代表者
理事長：山口 進
預金高
8,792億円（2020年3月期）
自己資本比率
14.56％（2020年3月期）
店舗数
全34店舗（2020年3月末現在）
営業地域
店舗設置地区は太字表記
- 愛知県各市：豊橋市・田原市・豊川市・新城市・岡崎市・蒲郡市・豊田市（旧稲武町域のみ）
- 愛知県各町村：北設楽郡設楽町・東栄町・豊根村
- 静岡県：湖西市・浜松市

## 沿革
- 1921年10月 - 豊橋信用組合を設立
- 1921年11月 - 業務を開始
- 1942年9月 - 豊橋信用組合、豊橋庶民信用組合、下地信用組合が合併し、豊橋市信用組合を設立
- 1943年7月 - 市街地信用組合法により豊橋市信用組合に改組
- 1950年4月 - 中小企業等協同組合法により信用協同組合に改組
- 1952年6月 - 信用金庫法により豊橋信用金庫に改称
- 1970年2月 - 渥美信用組合と合併
- 1985年8月 - 関連会社豊信リースを設立
- 1991年5月 - 関連会社豊信総合サービスを設立
- 2007年3月19日 - 掌静脈認証が利用可能なICキャッシュカードの発行を開始
- 2020年3月23日 - この日から磁気の影響を受けにくい新しい通帳（Hi-Co通帳）を取扱開始した(Hi-Co通帳に対応していない信用金庫ATMではHi-Co通帳は使えない。)[2]。